# صربوفيليا
صربوفيليا هي عشق وحب وتقدير لصربيا وثقافتها وتاريخها ولغاتها وأدبها ومطبخها ومجتمعتها وتطورها. من أبرز الصربوفيليا كان الأديب والفيلسوف الألماني يوهان فولفغانغ فون غوته.
في صربيا كان مصطلح صربوفيليا تاريخيًا يعني تأييد الإمبراطورية الصربية والملكية في صربيا.

## معرض صور

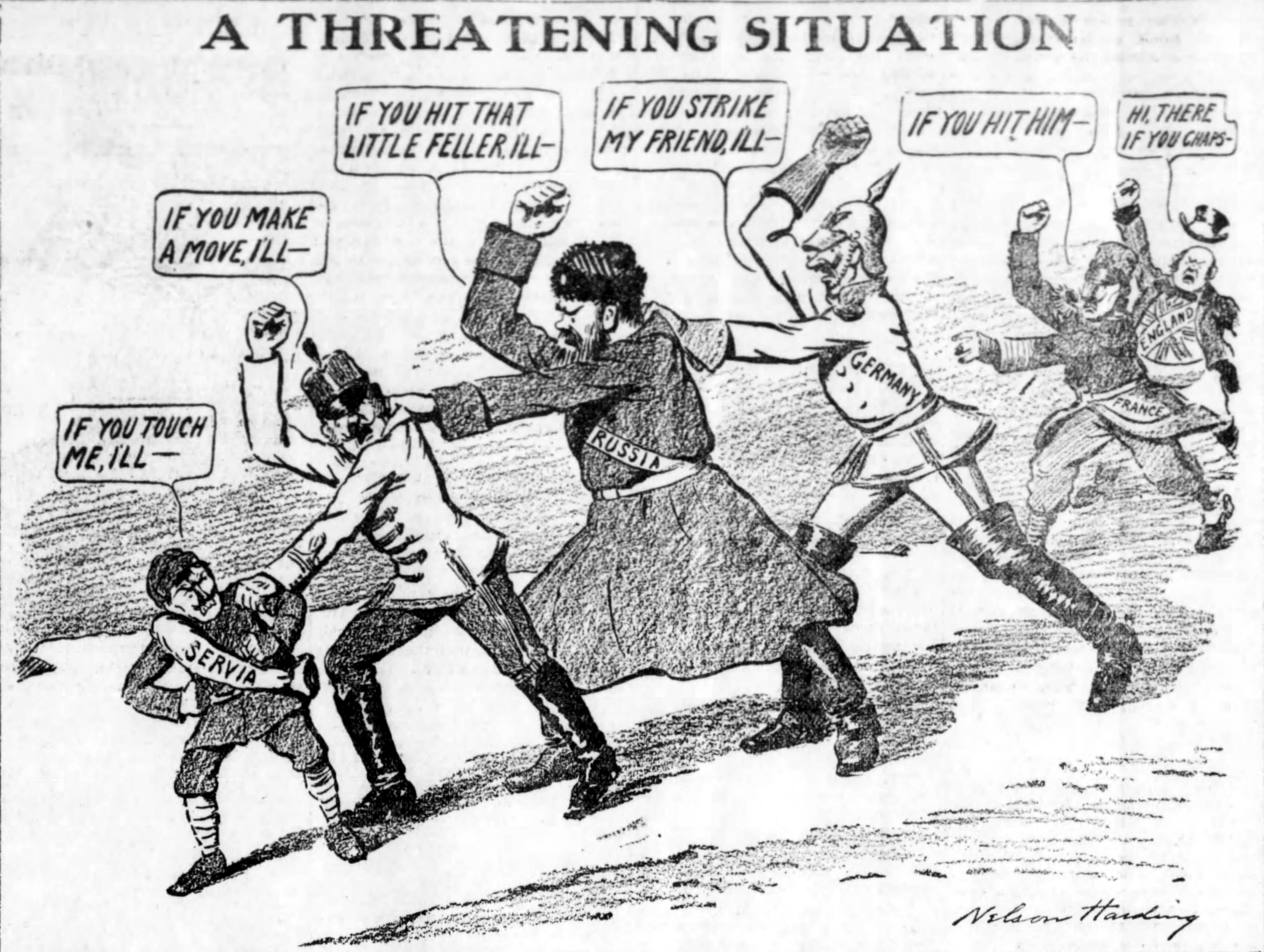
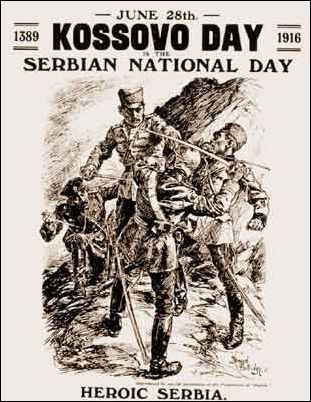
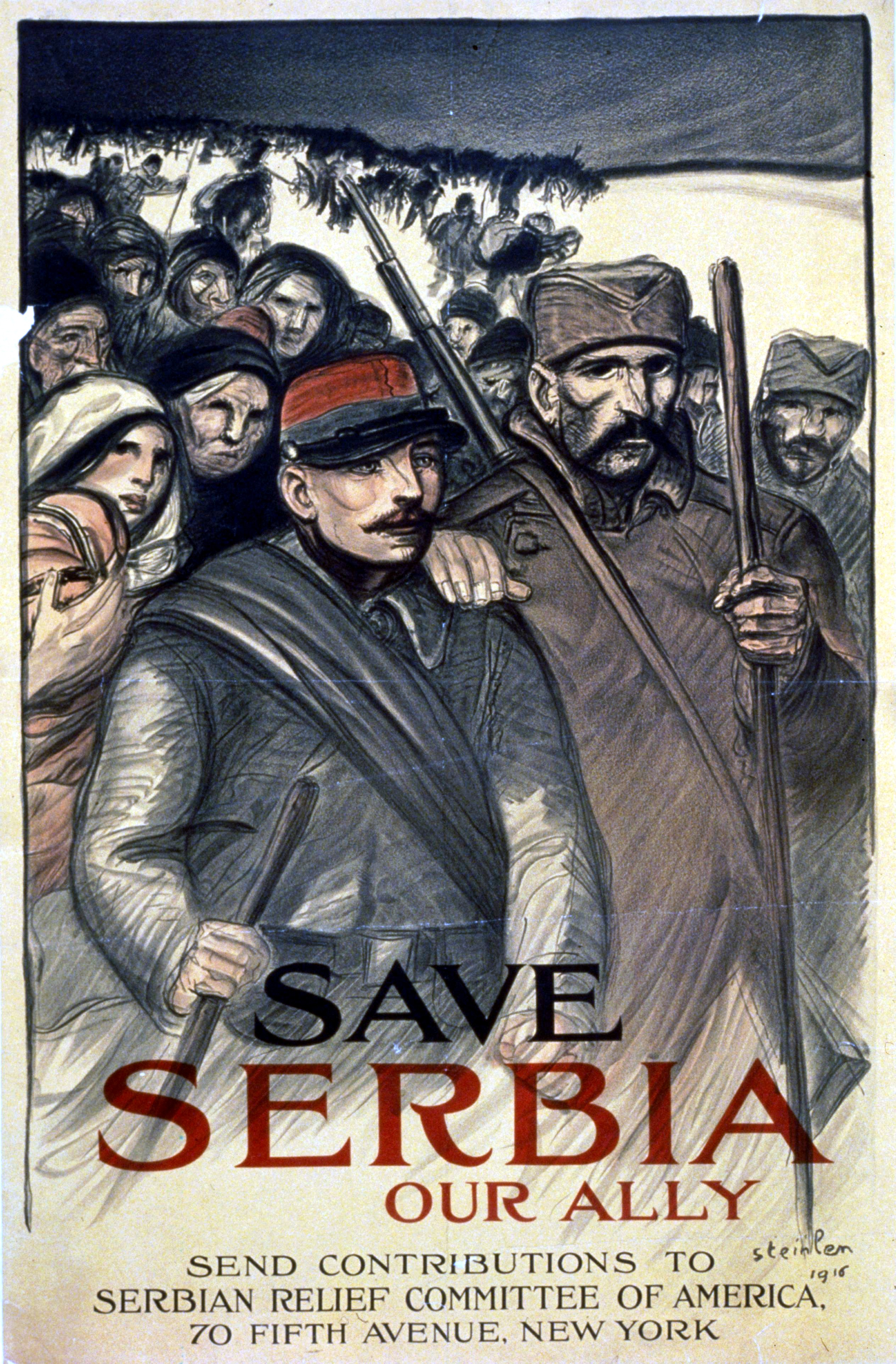
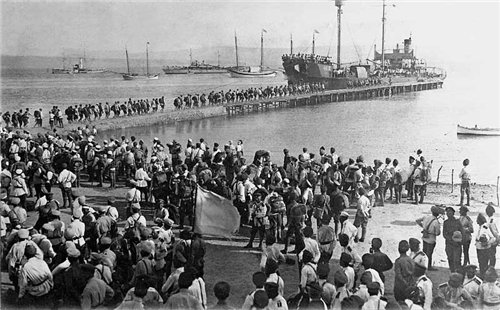